# Patriotas de Córdoba FC
El Córdoba Fútbol Club fue  un club de fútbol mexicano que jugó en la Segunda División de México. El club tuvo  su sede en Córdoba, Veracruz. Además tenía dos equipos hermanos: Albinegros de Orizaba y a Tiburones Rojos de Veracruz.

## Historia
Patriotas de Córdoba fue fundada en el año 2009 Por Rafael Lavín Levet el club toma su nombre después de que los Patriotas que comenzó la Revolución Mexicana . El club se une a la Tercera División de México en 2009, en ese mismo año, el club llegó a la final contra el América Manzanillo . El club se encendería al ganar el ascenso a la Segunda División Profesional donde actualmente juegan.
El equipo desciende a la Liga de Nuevos Talentos de México tras quedar 30° en el Apertura 2013 y 26° en el Clausura 2014.
Después de finalizar el torneo Clausura 2017, el equipo desaparece.

## Temporadas
| Temporada          | División      | Posición               |
| ------------------ | ------------- | ---------------------- |
| 2009/2010          | 5.Tercera     | Campeón Ascenso        |
| Independencia 2010 | 3.Segunda LPA | Grupo II               |
| Revolución 2011    | 3.Segunda LPA | Grupo II               |
| Apertura 2011      | 3.Segunda LPA | Grupo II               |
| Clausura 2012      | 3.Segunda LPA | Grupo II               |
| Apertura 2012      | 3.Segunda LPA | Grupo II               |
| Clausura 2013      | 3.Segunda LPA | Grupo II               |
| Apertura 2013      | 3.Segunda LPA | 15o. Grupo II          |
| Clausura 2014      | 3.Segunda LPA | 13o. Grupo II Descenso |
| Apertura 2014      | 4.Segunda LNT | Grupo I                |
| Clausura 2015      | 4.Segunda LNT | 5o. Grupo I (Cuartos)  |
| Apertura 2015      | 4.Segunda LNT | 10o. Grupo II          |
| Clausura 2016      | 4.Segunda LNT | 10o. Grupo II          |
| Apertura 2016      | 4.Segunda LNT | 5o. Grupo III          |
| Clausura 2017      | 4.Segunda LNT | 4o. Grupo III          |